# Gesellschaft für Phytotherapie
Die Gesellschaft für Phytotherapie (kurz GPT) mit Sitz in Köln ist ein im November 1971 gegründeter eingetragener Verein, der die Zeitschrift für Phytotherapie herausgibt und die Phytotherapie-Preise vergibt.

## Aufgaben
Nach Eigendarstellung möchte die GPT „sowohl die pharmazeutische und pharmakologische Grundlagenforschung zu Arzneipflanzen als auch im Besonderen die klinische Forschung mit pflanzlichen Arzneimitteln im Sinne einer evidenzbasierten Medizin“ fördern. Sie ist Mitglied in der europäischen Dachorganisation European Scientific Cooperative on Phytotherapy und Ausrichter des jährlichen Phytokongresses (teils in Kooperation mit den vergleichbaren Organisationen aus der Schweiz, Österreich und den Niederlanden), in dessen Rahmen die Phytotherapie-Preise vergeben werden. Die GPT ist auch Initiator des Tages der Arzneipflanze, der am ersten Juniwochenende jeden Jahres stattfindet. Die GPT ist Mitglied in der Arbeitsgemeinschaft der Wissenschaftlichen Medizinischen Fachgesellschaften e. V. (AMWF) und kann daher die Phytotherapie auch in den Leitlinien verankern. Enge Beziehungen bestehen auch zu der Gesellschaft für Arzneipflanzen- und Naturstoff-Forschung e. V. (Society for Medicinal Plant and Natural Product Research, GA).

## Zeitschrift für Phytotherapie
Die Zeitschrift für Phytotherapie (kurz ZPT oder Z Phytother) ist eine zweimonatlich im Thieme Verlag erscheinende Fachzeitschrift, die sich an Ärzte, Apotheker und Heilpraktiker richtet. Sie wird seit 1980 von der GPT herausgegeben.

## Bekannte Mitglieder
- Franz-Christian Czygan, Professor für Pharmazeutische Biologie, Würzburg
- Volker Fintelmann, Professor, Carus Akademie Hamburg
- Fritz Hubertus Kemper, Professor für Pharmakologie und Toxikologie in Münster
- Karin Kraft, Professorin für Naturheilkunde in Rostock
- Jost Langhorst, Professor am Stiftungs-Lehrstuhl für Integrative Medizin und Translationale Gastroenterologie am Bamberger Klinikum
- Heinz Schilcher, emeritierter Professor für Pharmazeutische Biologie, Marburg und Berlin
- Bernhard Uehleke, Professor für Phytopharmakologie und Phytotherapie, Berlin
- Rudolf Fritz Weiss, Professor für Phytotherapie, Berlin und Tübingen (Gründungsherausgeber der Zeitschrift für Phytotherapie)
- Max Wichtl, emerit. Professor für Pharmakognosie, Marburg

### Vorsitzende
- 1971–1973: Rudolf Fritz Weiss
- 1973–1982: Claus Ruppert
- 1982–1990: Hans D. Reuter
- 1990–1991: Volker Fintelmann
- 1991–1992: Hans D. Reuter
- 1992–2008: Fritz Hubertus Kemper
- 2009: Volker Schulz
- seit 2010: Karin Kraft

Amtierender Vorstand und Erweiterter Vorstand
- Karin Kraft, Rainer Stange, Andreas Hensel, Barbara Steinhoff, Heidi Braunewell, Silke Cameron, Detmar Jobst, Olaf Kelber, Jost Langhorst[5]

Amtierendes Kuratorium
- Mathias Schmidt, Jürgen Göhring, Michael Keusgen, Petra Klose, Kenny Kuchta, Matthias Lorenz, Matthias Melzig, Julia Neidel, Karen Nieber, Petra Schäfer, Yvonne Thoonsen[6]

Amtierender korporativer Beirat
- Stefan Köhler, Dimitri Abramov-Sommariva, Nicole Armbrüster, Andreas Franken, Olaf Kelber, Hartwig Sievers und Inga Trompetter[7]

## Veröffentlichungen
Auswahl von Stellungnahmen und anderen Publikationen der Gesellschaft für Phytotherapie:
- Karin Kraft u. a.: Pflanzliche Arzneimittel und Botanicals: Klare Abgrenzung muss sein. In: Zeitschrift für Phytotherapie. 2013, 34, S. 54. (online)
- Bernd Eberwein u. a.: Dietary Supplements and Herbal Medicinal Products – for a Clear Differentiation. Statement of the Society for Phytotherapy (GPT) to the “Article 13 Health Claim List” of the EFSA. In: Planta Medica. 75, 2009, doi:10.1055/s-0029-1234668.
- Bernd Eberwein u. a.: Gesundheitsbezogene Angaben zu NEM in der Kritik. In: Deutsche Apotheker-Zeitung. 2009, 149, S. 1010–1015.
- Karin Kraft u. a.: Planung, Durchführung und Auswertung von Anwendungsbeobachtungen. Empfehlungen der Gesellschaft für Phytotherapie (GPHY). In: Pharm Ind. 1997, 59, S. 755–759.
- Karin Kraft, R. März: Die wissenschaftliche Basis der Phytotherapie. In: Zeitschrift für Phytotherapie. 2006, 27, S. 279–283 (online)
- T. Wegener, B. Schneider: Maßnahmen zur Verbesserung der Qualität von Anwendungsbeobachtungen. In: Zeitschrift für Phytotherapie. 2003, 24, S. 233–240. (online)